# Conca del Murray-Darling
La conca del Murray-Darling (en anglès: The Murray-Darling Basin) té una extensió de 3.375 km de llargada; drena una setena part d'Austràlia i és de bon tros la zona agrícola més important d'aquest país. El nom deriva dels dos rius principals: el riu Murray i el riu Darling.
La majoria dels seus 1.061.469 km² de superfície és plana, amb poca densitat de població i situada a l'interior, i rep poca pluja dins un clima d'estepa. La majoria dels rius que té tendeixen a ser llargs i amb el corrent lent; porten un volum d'aigua que només és gran per als estàndards australians.

## Fauna
Segons els estudis de 2009 hi ha:
- 367 espècies d'ocells, amb 35 d'amenaçats.
- 85 espècies de mamífers, amb 20 d'extints i 16 d'amenaçats.
- 53 espècies de granotes, cap d'aquestes amenaçada.
- 46 espècies de serps, amb 5 d'amenaçades.
- 5 de tortugues, cap d'aquestes amenaçada.
- 34 espècies de peixos, cap d'aquestes amenaçada.

## Espècies introduïdes

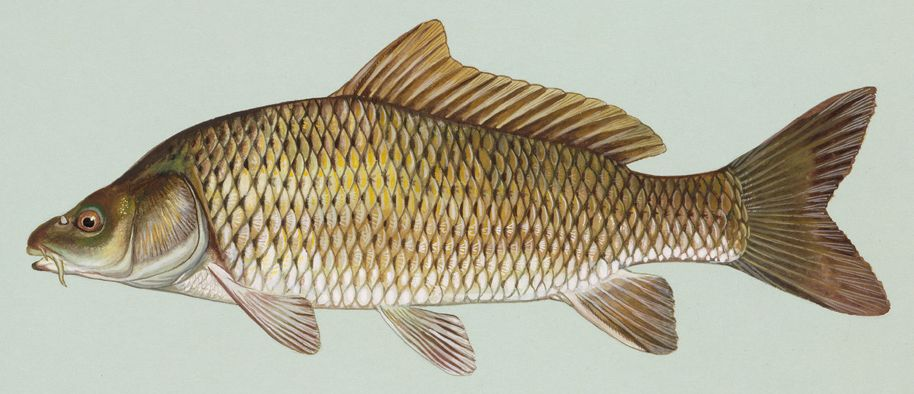
La carpa, introduïda el 1850, és una espècie nociva al Murray-Darling

La carpa hi és un problema, ja que s'alimenten del fons del riu i el deixen sense material comestible, i redueixen la qualitat de l'aigua.